# یسایی نچه‌تسی
یسایی نچه‌تسی (ارمنی: Եսայի Նչեցի؛  زادهٔ حدود ۱۲۵۵ - درگذشته ۱۳۳۸) نویسنده، فعال، فیلسوف، کارشناس آموزش و پرورش، الهی‌دان اهل ارمنستان بود.

## زندگی‌نامه
وی در ۱۲۵۵ میلادی در  ماناسونک به دنیا آمد .  وی در ۱۳۳۸ میلادی در سن ۸۳ سالگی درگذشت.

## نگارخانه

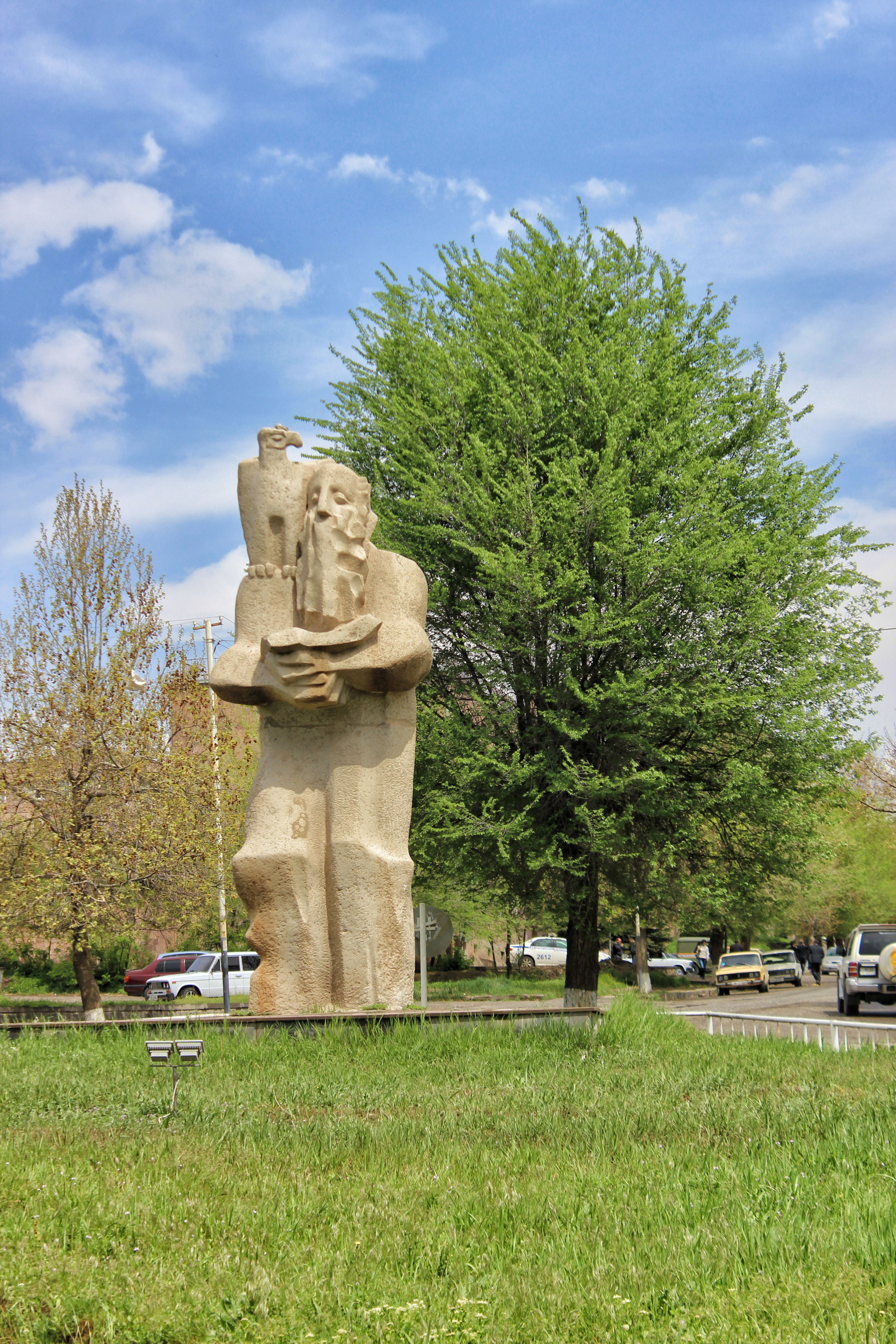